# Cyperus arsenei
Cyperus arsenei är en halvgräsart som beskrevs av O'neill och Ben.Ayers. Cyperus arsenei ingår i släktet papyrusar, och familjen halvgräs. Inga underarter finns listade i Catalogue of Life.